# إیلا لانداو تاسرون
إيلا لانداو-تسرون (مواليد 1946) هي أستاذة مشاركة متقاعدة في قسم الدراسات الإسلامية والشرق أوسطية في الجامعة العبرية.

## حياتها
وُلِدَت إيلا لانداو-تسرون وترعرعت في تل أبيب، درست في مدرسة الكرمل الابتدائية، وفي المدرسة الثانوية البلدية "أ"، وفيها تعلمت اللغة العربية على يد أفراهام لافي، وهو معلم شغوف ومخلص غرس فيها حب اللغة العربية منذ نُعومة أظفارها. أكملت جميع دراساتها الأكاديمية في الجامعة العبرية: حصلت على درجة البكالوريوس في اللغة والأدب العربي، والأدب الإنجليزي (1969)، ودرجة الماجستير في اللغة والأدب العربي (1974)، والدكتوراه (1982).
كتبت أطروحة الدكتوراه تحت إشراف الأستاذين: دافيد أيالون ومائير يعقوب كيستر، إلا أن تأثير الأخير كان الأكثر وضوحًا في أعمالها. لدراسة ما بعد الدكتوراه، أمضت لانداو-تسرون فترة في جامعة لايدن في هولندا. التحقت بهيئة التدريس في الجامعة العبرية منذ عام 1970، وحصلت على منحة ألّون، وعُينت محاضرة في عام 1985، ثم أستاذة مشاركة في عام 1995.
ترأست قسم الدراسات الإسلامية والشرق أوسطية في الجامعة العبرية، ودرّست لعدة سنوات في قسم اللغة والأدب العربي في جامعة تل أبيب. كما أنها عضو في مجلس صندوق شليزنغر، وهيئة تحرير مجلة Jerusalem Studies in Arabic and Islam منذ عام 2001، وعضو في هيئة تحرير منشورات ماغنيس منذ عام 2004.

## أبحاثها

### مجالات البحث
تمحورت دراساتُها حول تاريخ الإسلام المبكر، والمجتمع القبلي العربي، والتقاليد، والقانون، والكتابة التاريخية في الإسلام. تناول بحثها الأول، وهو أطروحة الدكتوراه، موضوع حروب الردة.

### حروب الردة ودور القبائل العربية
كان الرأي السائد في الأبحاث أن وفاة النبي محمد عام 632 بمثابة حادث مفصلي اعتبرته بعض القبائل العربية نهاية للالتزام تجاهه، مما دفعها إلى التمرد على سلطة خلفائه. رأى المسلمون في مدن شبه الجزيرة العربية أن هذا التصرف يُعد ارتدادًا عن الدين (باللغة العربية: ردة)، فشنّوا حروبًا ضد تلك القبائل بهدف إعادتها إلى حظيرة الإسلام.
في أطروحة الدكتوراه التي عنوانها "جوانب من حروب الردة"، طرحت لانداو-تسرون فرضيّةً مفادها أن أحداث التمرد ضدّ الحكم المركزي للإسلام قد بدأ قبل وفاة النبي محمد بكثير، وبالتالي لم تكن وفاته هي السبب في اندلاعها. علاوة على ذلك، تشير إلى أن التقليد الإسلامي أطلق مصطلح "الردة" على جميع العمليات العسكرية التي وقعت بين عامي 632 و633 م، حتى وإن لم تكن لها علاقة بالتمرد ضد خلفاء النبي، أو بعملية إعادة الإسلام. كانت حروب الردة مرحلة تأسيسية في تشكّل المجتمع الإسلامي، الذي أصبح في وقت قصير إمبراطورية عظيمة.
قبل الإسلام، في العصر الذي يُطلِقَ عليه اسم "العصر الجاهلي"، لم يكن العرب موحّدين ضمن كيان سياسي واحد، وكان النبي محمد بمثابة المُحفِّز لهذه التطورات. واجه المجتمع القبلي صعوبة في قبول سلطة مركزية واحدة، واستغرقت عملية التحوّل إلى إمبراطورية عدة عقود. تستعرض لانداو-تاسرون هذه العملية وتفسرها في مقالها "التحول من مجتمع قبلي إلى كيان سياسي مركزي: تفسير للأحداث والروايات في المرحلة التأسيسية للإسلام".
تقدّم لانداو-تاسرون أيضًا تفسيرًا جديدًا للمراحل التأسيسية في تاريخ الإمبراطورية الإسلامية، وتحاول أن تُظهر أن الأحداث التي بدت منفصلة ظاهريًّا كانت في الواقع جزءًا من تسلسل متصل أدى إلى ظهور مجتمع جديد، وبنية سياسية جديدة.
هذا المنظور الذي تعرضه في المقال يتحدى إلى حد ما النظرية الثورية التي طرحها كل من باتريشيا كرون ومارتن هايندز في كتابهما "خليفة الله". يجادل هذان الباحثان بأن الحاكم المسلم، الخليفة، كان يُنظر إليه منذ البداية كممثل لله على الأرض مع تأسيس مؤسسة الخلافة عام 632 (مباشرة بعد وفاة النبي محمد). لكن لانداو-تاسرون تدعي أن هذا التصور عن الخلافة تطوّر على مدار عقود طويلة، ولم يتبلور ويتّخذ معالمه الواضحة إلا في العصر الأموي (684–750) وفي العصر المرواني تحديدًا.
أحد الملامح الرئيسية في عملها هو نظرتها إلى النظام القبلي العربي. عادةً ما يُنظر إلى "القبيلة"، سواء في المصادر الإسلاميّة، أو في الدراسات الحديثة، كوحدة متضامنة تعمل وفق سياسة مشتركة تحت قيادة مُوَحَّدة. ومع ذلك، في أطروحتها للدكتوراه وفي مقالاتها الأخرى، أكدت لانداو تاسرون أن الأمر ليس كذلك. كل واحد من الأُطُر التي تُسمى عادةً "قبيلة" هي مجموعة قد تعمل أجزاؤها بشكلٍ منفصل عن الآخر، بل إن التضامن القبلي الشهير لا يتحقَّق ضمن حدود هذه الأُطُر التي تُسمَّى عادةً "قبائل"، وإنما ضمن أُطُر اجتماعيّة أصغر. تحملُ هذه الفكرة عددًا من الصعوبات والإشكاليّات في إعادة بناء أحداث تاريخيَّة مُحدَّدة.
في سلسلة من المقالات التي نُشرت في أوائل الألفية الثانية، واصلت الباحثةُ دراسة المؤسسات الاجتماعية للتحالفات بين المجموعات القبلية وتبني الأفراد. تُوَفِّرُ هذه المقالات، أولاً، تفسيرًا مفصلًا لأنماط النظام القبلي العربي وطريقة عمله، وثانيًا، توضح الدور البنيوي الذي لعبته التحالفات في النظام القبلي. أمّا ثالثًا، فهي توضح أن الدراسات السابقة لم تميز بين التبني، والاعتراف بالأبوة، وتزوير سلالات النَّسب. المقال الذي يتناول التبني يميز بين كل واحدة من هذه الظواهر الثلاث، ويٍُاهم التمييز بينها في تسليط الضوء على العديد من التقاليد التي كانت غامضة حتى الآن. خلاصة وجهة نظرها حول البنية القبلية مدرجة في المقالة التي ساهمت بها في موسوعة القرآن.

### الكتابة التاريخية (علم التاريخ)
لم تتناول لانداو تاسرون في عملهاالقضايا التاريخية فحسب، ولكن أيضًا المشكلات المتعلقة بالكتابة التاريخية نفسها (علم التاريخ) الإسلامي. إحى هذه المشكلات الرئيسية كانت النزعة التحريفية وتأثيرها على إعادة بناء الأحداث التاريخية، وهي مشكلة معروفة تناولها العديد من الباحثين في أعمالهم، حيث إن كشف النزعة التحريفية في الروايات يغير من تقدير الوزن التاريخي الذي يجب إعطاؤه لها. ومع ذلك، ترى لانداو-تاسرون أن هناك مشكلات تأريخيّة أخرى لم تحظَ بالاهتمام الكافي.
إحدى هذه المشكلات هي تدخُّل المؤلفين المسلمين في المواد القديمة التي كانت بحوزتهم، ليس بدافع تحريفها عن قصد بما يتوافق مع وجهة نظرهم، ولكن لأسباب تحريرية بحتة. وجدت لانداو-تاسرون أن المؤرخ المسلم المعروف الواقدي (المتوفى عام 819 م)، والذي يُعتبر مؤرِّخًا موثوقًا عمومًا، (وفي المصطلح التاريخي التراثي: "عَدْلٌ") قد قام بتغيير بعض الوقائع التاريخيّة بناءً على اعتبارات تحريرية محضة.
كانت دراسة الحالة تتعلق بوفد من أفراد قبيلة تُسمى "تميم" إلى النبي. قام الواقدي بوصف وفدين مختلفين، ينتميان إلى فرعين مختلفين من القبيلة، كما لو كانا وفدًا واحدًا. هذا الكشف عن عمليات التحرير يُضيف معيارًا جديدًا للباحثين في تاريخ الإسلام عند تقييم المصادر: فلكي يتم تقدير الروايات التاريخية بدقة، يجب الأخذ بعين الاعتبار ليس فقط النزعة التحريفية التي تعكسها، بل أيضًا عمليات التحرير التي قام بها المؤرخون المسلمون، بحسن نية أحيانًا.
إحدى الإسهامات الجديدة التي قدمتها لانداو-تاسرون في مجال الكتابة التاريخية الإسلامية هو نقاشها حول إعادة بناء المصادر القديمة. في أحد مقالاتها بعنوان "إعادة بناء المصادر المفقودة"، تحدت الرأي السائد بين باحثي الإسلام بأن المصادر المتأخرة تنقل بأمانة عن المصادر الأقدم. غالبًا ما يتعامل الباحثون مع المواد المنقولة كما لو كانت المواد الأصلية، وأحيانًا يعيدون بناء كتب قديمة مفقودة بناءً على اقتباسات من مصادر أُخرى متأخرة (انظر أمثلة على ذلك في بداية المقال).
يطرح المقال الفكرة بأن تدخُّل المؤرخين المتأخرين في المواد التي كانت بحوزتهم يشكل عقبة كبيرة أمام محاولات إعادة بناء المواد القديمة. أجرت لانداو-تاسرون دراسة دقيقة لثلاثة كتب تاريخية تقتبس بعضها من بعض، وأظهرت أن المؤلفين المتأخرين منحوا أنفسهم مقدارًا كبيرًا من الحُريّة في تعاملهم مع النصوص التي اقتبسوها، إلى حد التلاعب بها بل وتشويهها أحيانًا. بناءً على ذلك، ترى لانداو-تاسرون أنه لا يمكن دائمًا الاعتماد على الاقتباسات لإعادة بناء الأحداث، أو المؤلفات القديمة المفقودة.
كما تناولت تطور الروايات في مقال آخر لها بعنوان "معلومات جديدة عن مخطوطة قديمة: نسخة أندلسية من المؤلفات المعروفة باسم فتوح الشام".
إسهام آخر قدمته لانداو-تاسرون في دراسة الكتابة التاريخية عند المسلمين يتمثَّل في تغيير النظرة السائدة بين الباحثين حول المؤرخ الإسلامي القديم سيف بن عمر (المتوفى حوالي عام 800م). تكمن الأهمية البالغة لهذا المؤرخ في كونه المصدر الوحيد في بعض الأحيان للأحداث المفصلية في التاريخ الإسلامي المبكر. كما كان سيف أحد المصادر الرئيسية للمؤرخ الطبري (المتوفى عام 923م)، الذي يعتبر كتابه من أهم كتب التاريخ العالمية المكتوبة في العالم الإسلامي. منذ ملاحظات الباحث الألماني الكبير يوليوس فلهاوزن، كان سيف يُعتبر كاذبًا دائمًا، وكان الباحثون يفضلون على الدوام رفض رواياته لصالح روايات أخرى بديلة.
في دراستها حول هذا المؤرخ، تتبعت لانداو-تاسرون أصل النظرة السلبية تجاهه، وخلصت إلى أنه ليس أسوأ (ولا أفضل) من المؤرخين المسلمين القدماء الآخرين. بناءً على ذلك، لا يوجد سبب مقنع يدعو دائمًا إلى رفض رواياته لصالح روايات أخرى.
شاركت لانداو-تاسرون في مشروع الترجمة المرموق لكتاب الحوليّات الضخم الذي وضعه المؤرخ الإسلامي الطبري، حيث كتبت مقدمة وأضافت إلى الترجمة تعليقات للمجلد الختامي الذي يُسمّى "الذيل على تاريخ الطبري" . كان الهدف من هذا المشروع الضخم هو جعل هذا الكتاب الهامّ متاحًا لجمهور الدارسين الذين لا يجيدون اللغة العربية، ولا يتعاملون بشكل مباشر مع مجال الدراسات الإسلامية.
في الواقع، نظرًا للغته القديمة وعادته في الإشارة دون تفصيل، فإن الكتاب يصعب أحيانًا فهمه حتى على باحثي الإسلام أنفسهم. بادرت جامعة نيويورك إلى هذا المشروع، وشارك فيه 38 باحثًا من شتّى أنحاء العالم. لا يُشكِّلُ هذا المجلد الختامي جزءًا من كتاب التاريخ نفسه، بل هو ملحق كتبه الطبري لعمله، يتضمن تفاصيل سير ذاتية عن العديد من صحابة النبي. صدر هذا المجلد في عام 1998.